# Công ước về ngăn ngừa và trừng trị tội diệt chủng
Công ước về ngăn ngừa và trừng trị tội diệt chủng hay Công ước về tội diệt chủng là một điều ước quốc tế quy định diệt chủng là một tội phạm và ràng buộc các quốc gia thành viên phải trừng trị tội diệt chủng. Công ước được Đại Hội đồng Liên Hợp Quốc nhất trí thông qua vào ngày 9 tháng 12 năm 1948 tại khóa họp thứ ba và có hiệu lực vào ngày 12 tháng 1 năm 1951. Công ước là văn bản pháp lý đầu tiên quy định diệt chủng là một tội phạm và là hiệp ước nhân quyền đầu tiên. Tính đến  tháng 6 năm 2024, Công ước có 153 quốc gia thành viên.
Công ước về tội diệt chủng ra đời sau Chiến tranh thế giới thứ hai để ứng phó với những tội ác chiến tranh như Holocaust không có tiền lệ hoặc định nghĩa pháp lý. Luật sư người Ba Lan gốc Do Thái Raphael Lemkin, người đặt ra thuật ngữ diệt chủng vào năm 1944 để mô tả chính sách của Đức Quốc Xã ở châu Âu bị Đức chiếm đóng và cuộc diệt chủng Armenia, đã vận động cộng đồng quốc tế công nhận diệt chủng là một tội ác theo luật quốc tế. Năm 1946, Đại Hội đồng Liên Hợp Quốc thông qua một nghị quyết có tính bước ngoặt, công nhận diệt chủng là một tội ác quốc tế và kêu gọi thành lập một hiệp ước ràng buộc để ngăn ngừa và trừng trị tội diệt chủng.
Công ước định nghĩa tội diệt chủng là một trong năm "hành vi được thực hiện với với ý định tiêu diệt toàn bộ hoặc một phần một quốc gia, dân tộc, chủng tộc hoặc tôn giáo", gồm giết các thành viên, gây thiệt hại nghiêm trọng về thể chất hoặc tinh thần cho các thành viên, cố ý tạo ra các điều kiện sống nhằm tiêu diệt toàn bộ hoặc một phần, áp dụng các biện pháp nhằm ngăn ngừa việc sinh con và cưỡng ép chuyển giao trẻ em. Nạn nhân tội diệt chủng thực sự hoặc được cho là thành viên của một nhóm. Công ước cũng quy định "đồng phạm, phạm tội chưa đạt hoặc xúi giục phạm tội diệt chủng" là tội phạm. Các quốc gia thành viên có nghĩa vụ phải trừng trị tội diệt chủng. Người nào phạm tội diệt chủng thì phải bị xét xử bất kể là thường dân, quan chức nhà nước hay lãnh đạo chính trị có quyền miễn trừ quốc gia.
Công ước về tội diệt chủng đã tác động đến luật quốc tế và luật pháp các quốc gia. Định nghĩa tội diệt chủng của Công ước đã được các tòa án quốc tế như Tòa án Hình sự Quốc tế chấp nhận và được nội luật hóa tại một số quốc gia. Các điều khoản của Công ước được công nhận là phản ánh tập quán quốc tế và ràng buộc tất cả các quốc gia bất kể họ có phải là thành viên hay không. Tòa án Quốc tế đã phán quyết rằng các nguyên tắc cơ bản của Công ước là một quy phạm bắt buộc mà không chính phủ nào được vi phạm. Công ước quy định Tòa án Quốc tế có thẩm quyền bắt buộc để giải quyết các tranh chấp về tội diệt chủng như vụ diệt chủng người Rohingya và cáo buộc Nga phạm tội diệt chủng đối với Ukraina trong cuộc xâm lược năm 2022.

## Định nghĩa tội diệt chủng
Điều 2 Công ước về diệt chủng định nghĩa tội diệt chủng là:
... bất kỳ hành vi nào sau đây được thực hiện với ý định tiêu diệt toàn bộ hoặc một phần một quốc gia, dân tộc, chủng tộc hoặc tôn giáo:
(a) Giết các thành viên của một quốc gia, dân tộc, chủng tộc hoặc tôn giáo;
(b) Gây thiệt hại nghiêm trọng về thể chất hoặc tinh thần cho các thành viên của một quốc gia, dân tộc, chủng tộc hoặc tôn giáo;
(c) Cố ý tạo ra các điều kiện sống nhằm tiêu diệt toàn bộ hoặc một phần quốc gia, dân tộc, chủng tộc hoặc tôn giáo;
(d) Áp dụng các biện pháp nhằm ngăn ngừa việc sinh con ở quốc gia, dân tộc, chủng tộc hoặc tôn giáo;
(e) Cưỡng ép chuyển giao trẻ em từ quốc gia này sang quốc gia khác, dân tộc, chủng tộc này sang dân tộc, chủng tộc khác hoặc từ tôn giáo này sang tôn giáo khác.— Điều 2 Công ước về ngăn ngừa và trừng trị tội diệt chủng

Điều 3 quy định những hành vi sau đây có thể bị trừng phạt:

(a) Tội diệt chủng;
(b) Âm mưu phạm tội diệt chủng;
(c) Trực tiếp hoặc công khai xúi giục phạm tội diệt chủng;
(d) Phạm tội diệt chủng chưa đạt;
(e) Đồng phạm tội diệt chủng.— Điều 3 Công ước về ngăn ngừa và trừng trị tội diệt chủng

Công ước về tội diệt chủng được thông qua nhằm ngăn chặn những tội ác giống như cuộc diệt chủng Armenia và Holocaust.
Bản thảo đầu tiên của Công ước quy định việc tiêu diệt một nhóm người có quan điểm chính trị hoặc địa vị xã hội tương tự là tội diệt chủng nhưng bị Liên Xô và một số quốc gia khác phản đối nên điều khoản này bị loại bỏ.
Những bản thảo đầu tiên của Công ước cũng quy định tội diệt chủng là gồm các hành vi tiêu diệt văn hóa nhưng bị những đế quốc thực dân châu Âu cũ và một số thuộc địa cũ phản đối. Hiện tại, hành vi tiêu diệt văn hóa thường được gọi là diệt chủng văn hóa (một thuật ngữ không được luật quốc tế ghi nhận) mà Lemkin coi là một phần không thể thiếu của khái niệm tội diệt chủng. Tháng 6 năm 2021, Tòa án Hình sự Quốc tế ban hành các hướng dẫn về việc xác định hành vi tiêu diệt văn hóa là chứng cứ của ý định phạm tội diệt chủng khi được thực hiện cùng với những hành vi diệt chủng khác được công nhận.
Công ước về tội diệt chủng quy định trừng phạt năm hành vi được thực hiện với ý định phạm tội diệt chủng. Tội diệt chủng không chỉ được định nghĩa là hành vi thảm sát trên diện rộng mà còn được luật quốc tế công nhận là có nhiều hình thức bạo lực khác nhau.

### Giết các thành viên của một nhóm
Hành vi diệt chủng không cần phải có thảm sát nhưng hầu hết các vụ diệt chủng đều có hành vi thảm sát. Trong một số vụ diệt chủng như cuộc diệt chủng người Yazidi, cuộc diệt chủng Armenia và cuộc đàn áp người Rohingya tại Myanmar, đàn ông và nam thanh thiếu niên bị giết trước. Đàn ông và trẻ em trai thường bị giết "nhanh" bằng những phương tiện như súng. Phụ nữ và trẻ em gái thường bị giết "chậm" do bị chém, bị đốt hoặc bị bạo lực tình dục. Án lệ của Tòa án Hình sự Quốc tế Rwanda và những tòa án quốc tế khác xác định rằng những vụ giết hại ban đầu và những vụ giết hại diễn ra sau những hành vi bạo lực cực đoan khác như hiếp dâm và tra tấn đều là hành vi giết thành viên của một quốc gia, dân tộc, chủng tộc hoặc tôn giáo.
Một vấn đề chưa được giải quyết là liệu những hành vi bạo lực không gây tử vong ngay lập tức có cấu thành hành vi bị cấm thứ nhất hay không. Một số học giả pháp lý cho rằng những hành vi diệt chủng khác bao gồm gây thiệt hại nghiêm trọng về thể chất hoặc tinh thần hoặc cố ý tạo ra các điều kiện sống để tiêu diệt sự sống mà gây tử vong thì nên được coi là hành vi giết người với ý định diệt chủng.

### Gây thiệt hại nghiêm trọng về thể chất hoặc tinh thần
Hành vi bị cấm thứ hai bao gồm nhiều hành vi phạm tội diệt chủng không gây tử vong. Tòa án Hình sự Quốc tế Rwanda và Tòa án Hình sự Quốc tế về Nam Tư cũ đã phán quyết rằng hiếp dâm và bạo lực tình dục có thể cấu thành hành vi bị cấm thứ hai vì gây thiệt hại về thể chất và tinh thần. Trong một quyết định có tính bước ngoặt, Tòa án Hình sự Quốc tế Rwanda khẳng định rằng hiếp dâm và bạo lực tình dục dẫn đến "sự hủy hoại về thể chất và tâm lý". Bạo lực tình dục là một dấu hiệu đặc trưng của bạo lực diệt chủng, với hầu hết các vụ diệt chủng đều công khai hoặc ngầm chấp thuận bạo lực tình dục. Trong nạn diệt chủng Rwanda, ước tính rằng có từ 250.000 đến 500.000 phụ nữ bị hiếp dâm, nhiều người bị hiếp dâm nhiều lần hoặc hiếp dâm tập thể. Ở Darfur, nhiều phụ nữ bị hiếp dâm và cắt xẻo bộ phận sinh dục một cách có hệ thống. Ở Myanmar, có những vụ người Rohingya bị lực lượng an ninh Myanmar hiếp dâm công khai và hiếp dâm tập thể. Nô lệ tình dục được ghi nhận trong cuộc diệt chủng Armenia và cuộc diệt chủng người Yazidi.
Tra tấn và những hình phạt hoặc những đối xử tàn ác, vô nhân đạo, làm hạ thấp nhân phẩm là hành vi phạm tội diệt chủng khi được thực hiện với ý định tiêu diệt một nhóm bằng cách gây thiệt hại nghiêm trọng về thể chất hoặc tinh thần cho các thành viên của một nhóm. Tòa án Hình sự Quốc tế về Nam Tư cũ đã phán quyết rằng việc bị hành quyết bất thành và chứng kiến các thành viên trong gia đình bị giết hại đều có thể cấu thành hành vi tra tấn. Ủy ban Điều tra Syria nhận định rằng việc bắt làm nô lệ, đưa con cái vào trại cải tạo hoặc nô lệ tình dục và các hành vi bạo lực thể chất, bạo lực tình dục cũng được coi là hành vi tra tấn. Tuy vẫn còn là chủ đề gây tranh cãi, Tòa án Hình sự Quốc tế về Nam Tư cũ và Ủy ban Điều tra Syria cũng nhận định rằng việc trục xuất và cưỡng ép chuyển giao cũng có thể gây thiệt hại nghiêm trọng về thể chất hoặc tinh thần trong một số trường hợp.

### Cố ý tạo ra các điều kiện sống nhằm tiêu diệt toàn bộ hoặc một phần

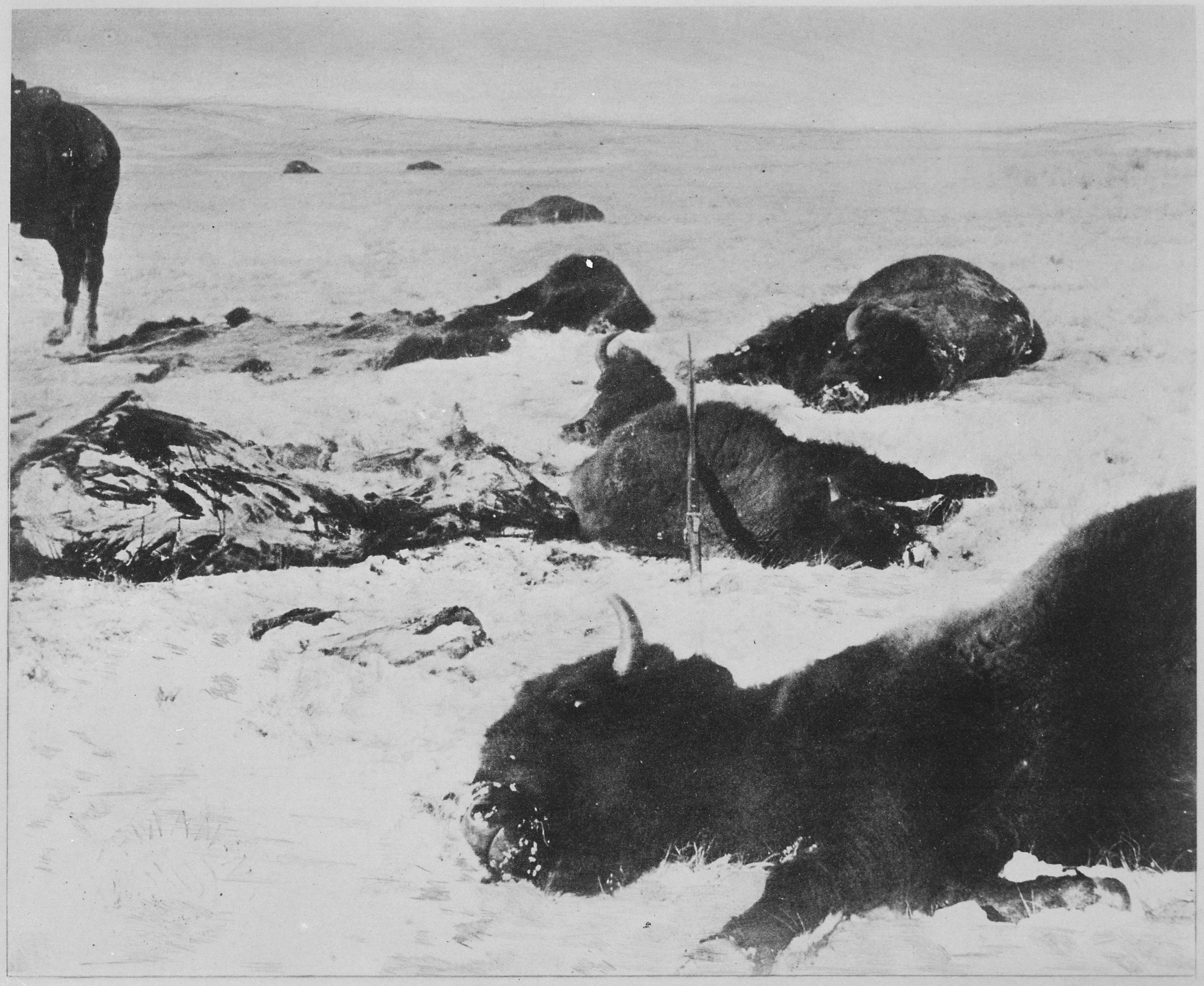
Trong cuộc diệt chủng người Mỹ bản địa, chính phủ liên bang Hoa Kỳ khuyến khích săn bò bison châu Mỹ để phá hủy kế mưu sinh của thổ dân Đồng bằng nhằm ép họ phải ở tại các biệt khu thổ dân châu Mỹ.

Hành vi bị cấm thứ ba là tạo ra các điều kiện sống nhằm tiêu diệt sự sống, khác với hành vi giết hại vì cái chết không xảy ra ngay lập tức (hoặc thậm chí có thể không xảy ra). Do khoảng thời gian dài hơn trước khi sự diệt chủng sẽ đạt được, Tòa án Hình sự Quốc tế Rwanda phán quyết rằng tòa án phải xem xét khoảng thời gian áp đặt các điều kiện sống như một yếu tố của hành vi. Vào thế kỷ 19, chính phủ liên bang Hoa Kỳ khuyến khích việc săn bò rừng, loài động vật mà người Mỹ bản địa ở vùng Đại Bình nguyên coi là nguồn thực phẩm, chủ yếu để ép buộc họ phải ở tại những biệt khu thổ dân châu Mỹ. Một số chuyên gia về diệt chủng mô tả đây là một ví dụ về tội diệt chủng bằng cách loại bỏ các phương tiện sinh tồn.
Tòa án Hình sự Quốc tế Rwanda đã ban hành hướng dẫn về những yếu tố cấu thành hành vi bị cấm thứ ba. Trong quyết định Akayesu, Tòa xác định việc "bắt một nhóm người phải tuân theo chế độ ăn uống tối thiểu, đuổi khỏi nhà ở có hệ thống và cắt giảm các dịch vụ y tế thiết yếu xuống dưới mức tối thiểu" là hành vi phạm tội diệt chủng. Trong quyết định Kayishema và Ruzindana, Tòa bổ sung những điều kiện sống: "thiếu nhà ở, quần áo, vệ sinh và chăm sóc y tế phù hợp hoặc làm việc quá sức hoặc tiêu hao thể lực". Tòa cũng lưu ý rằng hiếp dâm cũng có thể cấu thành hành vi bị cấm thứ ba. Tháng 8 năm 2023, Luis Moreno Ocampo, công tố viên trưởng sáng lập của Tòa án Hình sự Quốc tế, công bố một báo cáo trình bày bằng chứng cho thấy Azerbaijan đang phạm tội diệt chủng đối với người Armenia ở Nagorno-Karabakh thuộc Cộng hòa Artsakh bằng cách phong tỏa toàn diện khu vực, cắt đứt quyền tiếp cận thực phẩm, vật tư y tế, điện, khí đốt, Internet và ngăn chặn di chuyển giữa khu vực và Armenia.

### Áp dụng các biện pháp nhằm ngăn ngừa việc sinh con
Hành vi bị cấm thứ tư là ngăn ngừa việc sinh con của một nhóm, bao gồm các hành vi tác động đến sinh sản và các mối quan hệ thân mật như triệt sản bắt buộc, phá thai cưỡng bức, cấm kết hôn và tách biệt lâu dài giữa nam và nữ. Hiếp dâm được xác định là hành vi ngăn ngừa việc sinh con trên hai cơ sở: khi hiếp dâm được thực hiện với ý định làm cho một người phụ nữ mang thai và buộc cô ấy phải sinh con của một nhóm khác (trong những xã hội mà bản sắc nhóm được xác định theo chế độ phụ hệ) và khi người bị hiếp dâm sau đó từ chối sinh con do sang chấn. Theo đó, hiếp dâm là một biện pháp ngăn ngừa việc sinh con cả về thể chất và tinh thần.

### Cưỡng ép chuyển giao trẻ em
Hành vi bị cấm cuối cùng là hành vi duy nhất không dẫn đến sự tiêu diệt về mặt vật lý hoặc sinh học mà là sự tiêu diệt về mặt văn hóa và xã hội, điều này xảy ra khi trẻ em bị chuyển giao từ nhóm sang này nhóm khác. Các bé trai thường bị đổi tên thành tên phổ biến của nhóm khác, cải đạo và sử dụng làm lao động hoặc làm lính. Các bé gái thường bị ngược đãi như nô lệ như trong cuộc diệt chủng người Yazidi và cuộc diệt chủng Armenia.

## Quốc gia thành viên
Tính đến  tháng 6 năm 2024, có 153 quốc gia thành viên Công ước về tội diệt chủng, chiếm đại đa số các quốc gia có chủ quyền. Zambia là quốc gia thành viên mới nhất, tham gia Công ước vào tháng 4 năm 2022. Cộng hòa Dominica đã ký nhưng chưa phê chuẩn Công ước. 44 quốc gia chưa ký và cũng chưa phê chuẩn Công ước.

Quốc gia thành viên Công ước về diệt chủng
Ký và phê chuẩn
Tham gia hoặc kế thừa
Chỉ ký

Tuy đóng vai trò chủ chốt trong việc soạn thảo nhưng mãi đến năm 1988 Hoa Kỳ mới tham gia Công ước, tròn 40 năm sau khi Công ước được bắt đầu ký, nhưng bảo lưu quyền từ chối thẩm quyền giải quyết các vụ tranh chấp về tội diệt chủng của Tòa án Công lý Quốc tế. Điều này xuất phát từ sự nghi ngờ thâm căn cố đế của dư luận Mỹ đối với bất kỳ cơ quan quốc tế nào cao hơn luật pháp Hoa Kỳ. Thượng nghị sĩ William Proxmire là người có công lớn trong việc vận động Hoa Kỳ phê chuẩn Công ước, ông phát biểu ủng hộ Công ước tại mỗi phiên họp Thượng viện từ năm 1967 đến năm 1986.

### Bảo lưu

#### Quyền miễn truy tố
Những quốc gia thành viên sau bảo lưu quyền từ chối thẩm quyền giải quyết các vụ tranh chấp về tội diệt chủng của Tòa án Công lý Quốc tế:
| Quốc gia thành viên bảo lưu quyền miễn truy tố | Ghi chú |
| ---------------------------------------------- | --- |
| Bahrain                                        | |
| Bangladesh                                     | |
| Trung Quốc                                     | |
| Ấn Độ                                          | |
| Malaysia                                       | Bị Hà Lan và Vương quốc Anh phản đối bảo lưu |
| Maroc                                          | |
| Myanmar                                        | |
| Singapore                                      | Bị Hà Lan và Vương quốc Anh phản đối bảo lưu |
| Các Tiểu vương quốc Ả Rập Thống nhất           | |
| Hoa Kỳ                                         | Bị Đan Mạch, Estonia, Phần Lan, Hy Lạp, Cộng hòa Ireland, Ý, México, Hà Lan, Na Uy, Tây Ban Nha, Thụy Điển, Thổ Nhĩ Kỳ và Vương quốc Anh phản đối bảo lưu |
| Venezuela                                      | |
| Việt Nam                                       | Bị Vương quốc Anh phản đối bảo lưu |
| Yemen                                          | Bị Vương quốc Anh phản đối bảo lưu |

#### Phạm vi áp dụng đối với lãnh thổ không tự trị
Các quốc gia thành viên Công ước có thể thông báo cho Tổng thư ký Liên Hợp Quốc bất cứ lúc nào về việc mở rộng phạm vi áp dụng Công ước này đến toàn bộ hoặc một phần lãnh thổ mà quốc gia thành viên Công ước chịu trách nhiệm tiến hành quan hệ đối ngoại— Điều 12 Công ước về ngăn ngừa và trừng trị tội diệt chủng

Những quốc gia thành viên sau bảo lưu đối với Điều 12 vì cho rằng Công ước này nên được áp dụng cho các lãnh thổ không tự trị:
- Albania
- Belarus
- Bulgaria
- Hungary
- Mông Cổ
- Ba Lan
- România
- Nga
- Ukraina
- Việt Nam

Bảo lưu của những quốc gia trên bị những quốc gia sau phản đối:
- Úc
- Bỉ
- Brasil
- Ecuador
- Trung Quốc
- Hà Lan
- Sri Lanka
- Vương quốc Anh

## Tranh chấp

### Hoa Kỳ
Một trong những cáo buộc đầu tiên về tội diệt chủng được đệ trình lên Liên Hợp Quốc sau khi Công ước có hiệu lực liên quan đến nghịch cảnh của người Mỹ gốc Phi. Đại hội Dân quyền đã soạn thảo một bản cáo trạng dài 237 trang lập luận rằng ngay cả sau năm 1945, Hoa Kỳ vẫn phải chịu trách nhiệm gây ra hàng trăm cái chết oan uổng, cả hợp pháp và phi pháp, cũng như nhiều hành vi ngược đãi khác được cho là diệt chủng. Bản kiến nghị được những nhà lãnh đạo cộng đồng người Mỹ gốc Phi và nhà hoạt động cánh tả William Patterson, Paul Robeson và W. E. B. Du Bois trình lên Liên Hợp Quốc vào tháng 12 năm 1951 nhưng bị bác bỏ vì sử dụng Công ước sai mục đích. Bản cáo trạng cáo buộc Hoa Kỳ phạm tội diệt chủng khi hành hình linsơ hơn 10.000 người Mỹ gốc Phi, trung bình hơn 100 vụ mỗi năm, chưa tính những vụ chưa được báo cáo.

### Nam Tư
Quốc gia thành viên đầu tiên bị xác định vi phạm Công ước về tội diệt chủng là Serbia và Montenegro cùng nhiều lãnh đạo người Serbia ở Bosna. Ngày 26 tháng 2 năm 2007, Tòa án Công lý Quốc tế đưa ra phán quyết trong vụ Bosna và Hercegovina kiện Serbia và Montenegro,  xác định Serbia không trực tiếp dính líu đến cuộc diệt chủng trong Chiến tranh Bosnia. Tòa xác định "lực lượng người Serbia tại Bosna đã phạm tội diệt chủng với ý định tiêu diệt 40.000 người Hồi giáo Bosna ở Srebrenica ... hội đồng xét xử gọi tội ác này bằng tên gọi phù hợp của nó là tội diệt chủng ..." nhưng những cá nhân phạm tội diệt chủng vẫn chưa bị kết án. Một số tòa án, cơ quan lập pháp quốc gia đã xác định những sự kiện này đáp ứng các tiêu chí của tội diệt chủng và Tòa đã xác định có hành vi và ý định tiêu diệt. Tuy nhiên, Tòa phán quyết rằng Serbia đã vi phạm luật quốc tế vì không ngăn chặn vụ thảm sát Srebrenica năm 1995 và không đưa ra xét xử hoặc chuyển giao những người bị buộc tội diệt chủng cho Tòa để tuân thủ các nghĩa vụ theo Công ước về tội diệt chủng, nhất là Tướng Ratko Mladić.

### Myanmar
Myanmar bị cáo buộc diệt chủng người Rohingya tại Rakhine sau khi khoảng 800.000 người Rohingya chạy trốn dưới họng súng sang Bangladesh vào năm 2016 và 2017 trong khi làng quê của họ bị đốt cháy một cách có hệ thống. Năm 2018, Tòa án Công lý Quốc tế ban hành thông tư đầu tiên yêu cầu Myanmar bảo vệ người Rohingya khỏi nạn diệt chủng. Ngày 1 tháng 2 năm 2021, chính phủ Myanmar bị quân đội lật đổ, tiếp tục thách thức Tòa án Công lý Quốc tế vì quân đội bị coi là thủ phạm chính gây ra tội diệt chủng.

### Nga

#### Cáo buộc Ukraina phạm tội diệt chủng của Nga
Tháng 2 năm 2022, Nga xâm lược Ukraina với lý do bảo vệ người Ukraina nói tiếng Nga khỏi nạn diệt chủng. Cáo buộc của Nga bị nhiều quốc gia lên án và được các chuyên gia về diệt chủng gọi là một hình thức xúi giục phạm tội diệt chủng mạnh mẽ đã xảy ra trong lịch sử.

#### Cáo buộc Nga phạm tội diệt chủng tại Ukraina
Nga bị Canada, Cộng hòa Séc, Estonia, Cộng hòa Ireland, Latvia, Litva, Ba Lan và Ukraina cáo buộc phạm tội diệt chủng. Tháng 4 năm 2022, tổ chức Genocide Watch ban hành cảnh báo diệt chủng cho Ukraina. Một báo cáo tháng 5 năm 2022 của 35 chuyên gia pháp lý và diệt chủng kết luận rằng Nga đã vi phạm Công ước về tội diệt chủng bằng cách trực tiếp và công khai xúi giục phạm tội diệt chủng, những tội ác của Nga biểu thị ý định tiêu diệt dân tộc Ukraina và các quốc gia thành viên Công ước có nghĩa vụ ngăn chặn nguy cơ diệt chủng nghiêm trọng tại Ukraina.

### Israel
Tháng 12 năm 2023, Cộng hoà Nam Phi chính thức khởi kiện Israel vi phạm Công ước về tội diệt chủng tại Tòa án Công lý Quốc tế vì những hành động của Israel trong Chiến tranh Israel – Hamas. Ngoài ra, Nam yêu cầu Tòa án Công lý Quốc tế áp dụng biện pháp tạm thời để buộc Israel phải ngừng các hoạt động quân sự ở Dải Gaza.